# Diopatra italica
Diopatra italica är en ringmaskart som beskrevs av François Louis Nompar de Caumont de Laporte 1842. Diopatra italica ingår i släktet Diopatra och familjen Onuphidae. Inga underarter finns listade i Catalogue of Life.